# Antonio Gomes
Pour les articles homonymes, voir Gomes.
Antonio Gomes est un danseur, chorégraphe et metteur en scène de nationalité brésilienne et suisse, né à São Paulo au Brésil en 1956. Il réside à Genève depuis 1980.

## Biographie
Sa carrière de danseur est partagée entre la Fundação Ballet de São Paulo (1977 à 1978), le Ballet do Teatro Municipal de São Paulo (1978 à 1980) actuellement Balé da Cidade de São Paulo et le Ballet du Grand Théâtre de Genève (1980 à 1991).
En tant que soliste, il interprète des œuvres des chorégraphes tels qu'Oscar Araiz, Jiří Kylián, Mats Ek, Ohad Naharin, Christopher Bruce, Robert North, Vasco Wellemkamp, Ana Itelman, Clive Thompson, Jamey Hampton, Victor Navarro, Luis Arrieta et d’autres.
Actuellement, Antonio Gomes mène une carrière de chorégraphe et metteur en scène. Ses œuvres chorégraphiques sont inscrites au répertoire de compagnies en Europe et en Amérique du Sud et centrale.
On peut citer :
| - Ballet du Grand Théâtre de Genève - Berner Ballett Stadttheater - Tanz Luzerner Theater - Ballet National de Nancy et de Lorraine - Ballett der Deutschen Oper Berlin - Ballett des Nationaltheater Mannheim - Ballett des Hessisches Staatstheater Wiesbaden - Ballett des Badischen Staatstheaters Karlsruhe - Ballett der Niedersächsischen Staatsoper Hannover - Ballett des Oldenburguischen Staatstheaters - Ballett der Städtischen Bühnen Nürnberg - Ballett der Städtischen Bühnen Augsburg - Ballett des Staatstheaters Braunschweig - Ballett Hof Städtebundtheater - Pforzheimer Ballett - Theater Ingolstadt - Ballett das Theater Chemnitz - B.W.Gung Tanzkompagnie Ulm | - Tanztheaterensemble des Staatstheater Kassel & Sozo Tanzensemble - Tanztheaterensemble des Tiroler Landes Theater Innsbruck - Ballett Contemporâneo del Teatro Municipal General San Martin de Buenos Aires - The Israel Ballet Tel Aviv - Ballet do Teatro Castro Alves da Bahia - Cisne Negro Companhia de Dança de São Paulo - São Paulo Companhia de Dança - Ballet Nacional Dominicano - Compañía Dominicana de Danza Contemporánea - Andanza Compañia Puertorriqueña de Danza Contemporánea - Compagnie Antonio Gomes Danse - Martin Padron Danse Compagnie Paris - Ballet Junior de Genève - Ensemble chorégraphique du Conservatoire National Supérieur de Musique de Lyon - Junior Ballet du Conservatoire National Superieur de Musique et de Danse de Paris - Jeune Ballet de France - Cinevox Junior Company - Compagnie Acrylique Junior et l’Atelier Théâtre Troupe de la Cie 100 % Acrylique - Ballet de la Haute École de Danse de Budapest |

## Œuvres
Antonio Gomes a chorégraphié pour des opéras, comédies musicales, pièces de théâtre, films court-métrage et pour la télévision.

### Ballets
- 2023 : Octo Tempora, Soirée Vivaldi / Piazzolla  - Première Mondiale : 18.08.2023 - Espace Vélodrome, Plan-les-Ouates, Genève, (Suisse) - Dans le cadre de Festiv'Baroqueries 2023 - Musique : J.P. Rameau - Direction musicale et clavecin : Mikhaïl Zhuravlev - Mise-en-scène et Chorégraphie : Antonio Gomes

- 2021 : Caprice, Soirée Paganini - Première Mondiale : 26.08.2021 - Espace Vélodrome, Plan-les-Ouates, Genève, (Suisse) - Dans le cadre de Festiv'Baroqueries 2021 - Musique : N.Paganini - Violon solo: Raya Raytcheva - Mise-en-scène et Chorégraphie : Antonio Gomes

- 2021 : Madrugada - Avant-Première : 26.02.2021 - Première Mondiale : 29.04.2021 - Theatro São Pedro / São Paulo / SP - Brasil - Musique : Francisco Mignone, 12 Valsas de Esquina - Version orquestral Rubens Ricciardi - Direction Musicale: Claudio Cruz - Chorégraphie : Antonio Gomes

- 2019 : Apotheosis, Soirée Rameau - Première Mondiale : 29.08.2019 - Espace Vélodrome, Plan-les-Ouates, Genève, (Suisse) - Dans le cadre de Festiv'Baroqueries 2019 - Musique : J.P. Rameau - Direction musicale et clavecin : Mikhaïl Zhuravlev - Mise-en-scène et Chorégraphie: Antonio Gomes

- 2017 : Paradigma, Première en France : 30.09.2017 - Théâtre Renoir, Annecy, Cran Gevrier, (France) - Dans le cadre de Festiv'Baroqueries 2017 - Musique : J.S.Bach, les Variations Goldberg BWV 988 - Mise-en-scène et Chorégraphie : Antonio Gomes

- 2017 : Paradigma, Première Mondiale : 23.08.2017 - Espace Vélodrome, Plan-les-Ouates, Genève, (Suisse) - Dans le cadre de Festiv'Baroqueries 2017 - Musique : J.S.Bach, les Variations Goldberg BWV 988 - Mise-en-scène et Chorégraphie : Antonio Gomes
- 2016 : Devaneio, Première Mondiale : 24.08.2016 - Salle Communale, Plan-les-Ouates, Genève, (Suisse) - Dans le cadre de Festiv'Baroqueries 2016 - Musiques : Monteverdi, Murcia, Dowland, Telemann, Marais, Lully, Marin, Abel, Bach, Mozart - Mise-en-scène et Chorégraphie : Antonio Gomes
- 2015 : Carmina Burana, Première : 12.12.2015 - Fortaleza Ozama a Saint Domingue (République Dominicaine) - Ballet Nacional Dominicano, Compañia de Danza Contemporánea, Ballet Folklórico Nacional Dominicano,Escuela Nacional de Danza - Musique : Carl Orff, Carmina Burana (Chants profanes) - Mise en scène et Chorégraphie : Antonio Gomes
- 2015 : Serenata, Première Mondiale : 19.08.2015 - Salle communale, Plan-les-Ouates, Genève, (Suisse) - Dans le cadre de Festiv'Baroqueries 2015 - Musiques : Sarasate y Navascues, Villa-Lobos, Bartok -  Mise-en-scène et Chorégraphie : Antonio Gomes
- 2013 : Panteón, Monumento a Juan Pablo Duarte - Extrait du spectacle MOMENTOS - Première : 29.04.2013 - Teatro Nacional de Santo Domingo (RD) - Ballet Nacional Dominicano et Compañía Dominicana de Danza Contemporánea - Musique : J. S. Bach, Passacaille et fugue en do mineur, BWV 582, transcription de Ottorino Respighi - Chorégraphie : Antonio Gomes
- 2010 : Das Märchen vom Aschenbrödel, Ballet de Frank Martin - Première : 12.02.2010 - BFM / Bâtiment des Forces Motrices - Ballet de la Haute École de Danse de Budapest (Hongrie) - Orchestre de la Haute École de Musique de Genève (Suisse) - Chanteurs de l'Académie Franz Liszt de Budapest (Hongrie) - Chorégraphie : Antonio Gomes
- 2009 : Blue Moon, - Première : 01.04.2009 - Stadttheater, Schaffhouse (Suisse) - Cinevox Junior Company (Neuhausen - Suisse) - Musique : Johann Sebastien Bach, Concerto In D Minor For 3 Harpsichords, BWV 1063- Chorégraphie : Antonio Gomes
- 2009 : Asahi, - Première : 30.01.2009 - Salle des Eaux-Vives / Association pour la danse contemporaine - ADC - Cie Acrylique Junior et l’Atelier Théâtre Troupe de 100 % Acrylique (Genève/Suisse) - Musique : Traditionnelle Japonaise et Uakti - Mise en scène et Chorégraphie : Antonio Gomes
- 2008 : Trilhas, Première de la nouvelle version : 01.08.2008 - Teatro Municipal de São Paulo (Brésil) - Cisne Negro Companhia de Dança de São Paulo (Brésil) - Musique: Ney Rosauro, Extraits de la Rapsodia pour percussion et orchestre opus #17.1 et Concerto  pour Marimba et orchestre, opus 12  Chorégraphie : Antonio Gomes
- 2008 : Carmina Burana, Première : 25.01.2008 - Theater Hof (Allemagne) - Ballett Hof Städtebundtheater (Allemagne) - Musique : Carl Orff, Carmina Burana (Chants profanes) - Mise en scène et Chorégraphie : Antonio Gomes
- 2008 : Rapsodia, Première : 25.01.2008 - Theater Hof (Allemagne) - Ballett Hof Städtebundtheater (Allemagne) - Musique : Ney Rosauro, Rhapsodie pour percussion solo et orchestre opus #17.1 - Chorégraphie : Antonio Gomes
- 2007 : Meetings Along the Edge - Première 16.03.2007 - Theater Am Kirchplatz Schaan (Lichtenstein) - Cinevox Junior Company (Neuhausen - Suisse) - Musique : Ravi Shankar, Meetings along the edge - Chorégraphie : Antonio Gomes
- 2006 : Cendrillon - Ballet en trois actes de Serge Prokofjew - Première 11.11.2006 - Städtische Theater Chemnitz (Allemagne) - Chemnitzer Ballett (Allemagne) - Robert-Schumann-Philharmonie - Mise en scène et Chorégraphie : Antonio Gomes
- 2006 : Trilhas - Avant-Première 17.07.2006 - Florianópolis (Brésil) - Première 29.09.2006 - Teatro Alfa São Paulo (Brésil) - Cisne Negro Companhia de Dança de São Paulo (Brésil) - Musique: Ney Rosauro Extraits de la “Rapsodia pour percussion et orchestre” opus #17.1 et ”Concerto  pour Marimba et orchestre”, opus 12 - Chorégraphie : Antonio Gomes
- 2005 : Cartas II (Pos datas), - Première 13.05.2005 - Teatro Nacional de Santo Domingo (République Dominicaine) - Ballet Nacional de Santo Domingo (République Dominicaine) - Musique: Divers Auteurs - Chorégraphie: Antonio Gomes
- 2005 : Stilus, - Première 26.02.2005 - Aula du Collège de Saussure, Petit Lancy / Genève -  Académie de Danse de Genève
- 2003 : Muerte y vida, - Première 24.10.2003 - Centro de Bellas Artes de Santurce, Luis A.Ferré / Sala de Festivales (San Juan de Porto Rico / Porto Rico) - ANDANZA Compañía Puertorriqueña de Danza Contemporánea Porto Rico
- 2003 : Piazzolando con Astor, - Première 20.06.2003
- 2003 : …wo die Sonne den Mond berührt, - Première 19.04.2003 - Badisches Staatstheater Karlsruhe -  Ballett des Badischen Staatstheaters Karlsruhe
- 2002 : Le Sacre du printemps - Reprise 15.11.2002 - Nationaltheater Mannheim - Ballett das Nationaltheater Mannheim
- 2002 : X Mandamientos - Première 05.07.2002 - Teatro National de Santo Domingo (République Dominicaine) - Monika Despradel Dance Group (République Dominicaine)
- 2002 : Johannes Passion - Reprise 28.03.2002 - Evangelischen Stadtkirche Karlsruhe - Ballett des Badischen Staatstheaters Karlsruhe
- 2002 : Le Sacre du printemps - Première 30.01.2002 - Nationaltheater Mannheim - Ballett das Nationaltheater Mannheim
- 2001 : Tempus Fugit - Première 29.11.2001 - Centro de Bellas Artes Luis A.Ferré / Sala de Festivales San Juan de Porto Rico (Porto Rico) - ANDANZA Compañía Puertorriqueña de Danza Contemporánea (Porto Rico)
- 2001 : Petites Confidences - Première 29.11.2001 - Centro de Bellas Artes Luis A.Ferré / Sala de Festivales San Juan de Porto Rico (Porto Rico) - ANDANZA Compañía Puertorriqueña de Danza Contemporánea (Porto Rico)
- 2001 : Johannes Passion - Reprise 12.04.2001 - Staatstheater Braunschweig - Ballett des Staatstheater Braunschweig
- 2001 : Ein Sommernachtstraum - Première 26.01.2001 - Hof Städtebundtheater / Hof (Allemagne) - Hof Ballett Städtebundtheater (Allemagne)
- 2000 : Cartas - Reprise 08.10.2000 - Teatro National de Santo Domingo / (République Dominicaine) - Monika Despradel Dance Group (République Dominicaine)
- 2000 : Johannes Passion - Première 08.07.2000 - St.-Andreas-Kirche / Hildesheim / (Allemagne) - Ballett des Staatstheater Braunschweig (Allemagne)
- 2000 : Inner Drift - Première 29.04.2000 - Stadttheaters Bern - Berner Ballett Stadttheaters (Suisse)
- 2000 : War - Première 12.01.2000 - Staatstheater Braunschweig - Ballett des Staatstheater Braunschweig
- 1999 : Tangoneon Suite - Reprise 22.10.1999 - Staatstheater Braunschweig - Ballett des Staatstheater Braunschweig
- 1999 : Cartas - Première 05.08.1999 - Teatro National de Santo Domingo / Santo Domingo (République Dominicaine) - Monika Despradel Dance Group (République Dominicaine)
- 1999 : Sinfonia dos Salmos - Première 03.06.1999 - Teatro Castro Alves / Salvador da Bahia (Brésil) Balé do Teatro Castro Alves da Bahia (Brésil)
- 1999 : 3 Miniatures - Première 01.05.1999 - Aula du Collège de Saussure / Petit-Lancy / Genève - Ballet Junior de Genève
- 1999 : Tangoneon II - Première en Allemagne 13.03.1999 - Staatstheater Braunschweig - Ballett des Staatstheater Braunschweig
- 1998 : Forever (Listen to the colour of your dreams) - Première 25.10.1998 - Städtische Bühnen Augsburg / Schauspielhaus Komödie Augsburg - Ballett der Städtischen Bühnen Augsburg / Tanztheater
- 1998 : Tangoneon - Première 11.07.1998 - Hechal Hatarbut Hairony, Lod (Israel) - The Israel Ballet Tel-Aviv
- 1998 : Exos Bach - Première 04.04.1998 - Aula du Collège de Saussure, Petit-Lancy / Genève - Ballet Junior de Genève
- 1998 : Fratres - Première en Allemagne 06.03.1998 - Stadttheater Fürth - Ballett der Städtischen Bühnen Nürnberg / Tanzwerk
- 1997 : Addendum - Première  18.11.1997 - Staatstheater Braunschweig - Ballett des Staatstheater Braunschweig
- 1997 : Hautnah (A Fleur de Peau) - Première (Version Longue) 17.10.1997 - Staatstheater Braunschweig - Ballett des Staatstheater Braunschweig
- 1997 : Uma Outra Luz (Ein anderes Licht) - Première  07.06.1997 - Deutsche Oper Berlin - Ballett der Deutschen Oper Berlin
- 1997 : Face à face - Première (Version Complète) 21.02.1997 - Théâtre du Pierrier / Le Plessis Robinson/Paris - Martin Padron Danse Compagnie/Paris
- 1996 : Rebounds - Reprise 14.12.1996 - Staatstheater Braunschweig - Ballett des Staatstheater Braunschweig
- 1996 : Listen to the Colour of Your Dreams - Première 16.11.1996 - Staatstheater Braunschweig - Ballett des Staatstheater Braunschweig
- 1996 : Hautnah (À fleur de peau) - Première en Allemagne 13.10.1996 - Fabrik Rosenstrasse/Oldenburg -  Ballett des Oldenburgischen Staatstheater
- 1996 : Vertiges -  Première 09.07.1996 - Maison des Arts Thonon-Évian / Thonon-les-Bains (France) - Compagnie Antonio Gomes
- 1995 : Trajectoires 5 - Première 02.05.1995 - Salle Communale de Plainpalais / Genève - Ballet Junior de Genève
- 1995 : Rebounds - Première en Argentine 30.03.1995 - Sala Martín Coronado / Teatro Municipal General San Martin de Buenos Aires Buenos Aires (Argentine) - Ballet Contemporaneo del Teatro Municipal General San Martin de Buenos Aires
- 1994 : Rebounds off the Box - Première 03.06.1994 - Lessingtheater Wolfenbüttel - Ballett des Staatstheater Braunschweig
- 1994 : Am achten Tag - Première 10.04.1994 - Niedersächsische Staatstheater Hannover Opernhaus Hannover - Das Ballett der Niedersächsischen Staatsoper Hannover - (Ballett von Blaise Cendrars et Antonio Gomes)
- 1994 : À fleur de peau - Première 15.03.1994 - Théâtre du Huitième, Maison de la Danse de Lyon - Ensemble Chorégraphique du Conservatoire National Supérieur de Musique de Lyon
- 1993 : Les Trois Jours d’Apollon - Première 29.07.1993 - Théâtre Plein-Air / Compesières - Compagnie Antonio Gomes
- 1993 : Impressions (I-Clair Obscur / II-Premières Lueurs) -  Première 25.02.1993 - Opéra de Nancy et de Lorraine - Ballet National de Nancy et de Lorraine
- 1992 : Passage interdit - Première 21.11.1992 - Théâtre des Grands-Champs/Gland - Ballet Junior de Genève
- 1992 : De Carnaby Street à Abbey Road - Reprise 03.10.1992 - Centre Culturel des Prémontrés/Pont-à-Mousson - Jeune Ballet de France
- 1992 : Vice-versa - Première 03.10.1992 - Centre Culturel des Prémontrés / Pont-à-Mousson - Jeune Ballet de France
- 1992 : Navajîvan - Première 25.06.1992 - Salle Simon I.Patiño/Genève - Ballet Junior de Genève
- 1992 : Face à face - Reprise 30.04.1992 - Salle Communale de Plainpalais / Genève - Ballet du Grand Théâtre de Genève
- 1992 : Fatum - Première 25.04.1992 - B.W.Gung Tanzkompagnie Theater / Ulm - B.W.Gung Tanzkompagnie Ulm
- 1992 : Face à face - Première en France 17.04.1992 - CAC - Théâtre d’Annecy - Ballet du Grand Théâtre de Genève
- 1992 : Fratres - Première en France 08.04.1992 - Salle d’Art Lyrique du Conservatoire National Superieur de Musique et de Danse de Paris  - Junior Ballet du CNSMD de Paris
- 1992 : Last Storm - Première 17.01.1992 - Théâtre Municipal / Carcassonne - Jeune Ballet de France
- 1991 : De Carnaby Street à Abbey Road - Première 05.10.1991 - Théâtre Municipal de La Roche-sur-Yon - Jeune Ballet de France
- 1991 : Face à face - Première en Tchéquie 03.07.1991 - Théâtre National de Prague - Ballet du Grand Théâtre de Genève
- 1991 : Clair-obscur - Première 30.05.1991 - Salle Simon I.Patiño / Genève - Ballet Junior de Genève
- 1991 : Exil - Première 10.05.1991 - Cinema Alhambra/Genève - Compagnie Antonio Gomes Danse
- 1991 : Mozart Transparences - Première 12.04.1991 - Salle d’Art Lyrique du Conservatoire National Superieur de Musique et de Danse de Paris -  Junior Ballet du CNSMD de Paris
- 1991 : Face à face - Première 09.04.1991 - École International de Genève - Ballet du Grand Théâtre de Genève
- 1990 : Youth - Première 10.05.1990 - Salle Communale de Plainpalais / Genève - Ballet du Grand Théâtre de Genève
- 1989 : Rondo - Première 15.12.1989 - Salle Communale de Neauchâtel - Ballet Junior de Genève
- 1988 : Fratres -  Première 23.11.1988 - Grand Casino de Genève - Ballet Junior de Genève
- 1987 : Valse triste - Première 20.09.1987 - Teatro All’Aperto La Fagnana, Comune di Buccinasco, Milano - Ballet du Grand Théâtre de Genève
- 1987 : Ritmo de Otoño - Première 03.04.1987 - Salle des Fêtes / Lignon, Genève - Ballet du Grand Théâtre de Genève
- 1985 : Dia Branco - Première 28.05.1985 - Teatro de São Caetano do Sul / São Paulo - Grupo Casaforte / São Paulo (Brésil)
- 1984 : Mouvance - Première 24.03.1984 - Aula du Collège de Nyon - Ballet Junior de Genève
- 1983 : Jeux d’enfants - Première 26.05.1983 - Salle Simon I.Patiño/Genève - Ballet Junior de Genève
- 1982 : Recuerdos - Première 19.09.1982 - Salle Communale d'Hermance - Ballet du Grand Théâtre de Genève
- 1982 : Odyssée - Première 24.01.1982 - Salle Simon I.Patiño/Genève -  Ballet du Grand Théâtre de Genève
- 1981 : Peut-être est-ce toi... - Première 18.03.1981 - Grand Théâtre de Genève - Ballet du Grand Théâtre de Genève

### Comédies musicales
- 2007 : Jesus Christ Superstar - Première 08.12.2007 - Theater Ingolstadt - Mis-en-scène: Pierre Wyss - Chorégraphie: Antonio Gomes
- 2007 : Hair - Première 22.06.2007 - Theater Ingolstadt - Mis-en-scène: Peter Rein - Chorégraphie: Antonio Gomes
- 2006 : Cabaret - Première 09.12.2006 - Theater Ingolstadt - Mis-en-scène: Pierre Wyss - Chorégraphie: Antonio Gomes
- 2005 : Evita - Reprise 31.12.2005 - Theater Pforzheim - Pforzheimer Ballett - Mis-en-scène: Pierre Wyss - Chorégraphie: Antonio Gomes
- 2005 : Evita - Reprise 30.09.2005 - Tiroler Landestheaters Innsbruck - Tanztheaterensemble des Tiroler Landestheaters - Mis-en-scène: Pierre Wyss - Chorégraphie: Antonio Gomes
- 2005 : Evita - Première 09.04.2005 - Tiroler Landestheaters Innsbruck - Tanztheaterensemble des Tiroler Landestheaters - Mis-en-scène: Pierre Wyss - Chorégraphie: Antonio Gomes
- 1997 : Jesus Christ Superstar - Première 05.12.1997 - Staatstheater Braunschweig - Ballett des Staatstheater Braunschweig - Mis-en-scène: Pierre Wyss - Chorégraphie: Antonio Gomes

### Opéras
- 2013 : Die Fledermaus - Nouvelle Production Première 02.11.2013 - Staatstheater Kassel -(Operette en trois Actes de Johann Strauss) - Mis-en-scène: Volker Schmalöer - Chorégraphie: Antonio Gomes
- 2012 : Orphée et Eurydice - Nouvelle Production Première 30.03.2012 - Théâtre du Bâtiment des Forces Motrices Genève - (Opéra de Christoph Willibald Gluck version Hector Berlioz) - Mis-en-scène et Chorégraphie: Antonio Gomes
- 2010 : Der Vetter aus Dingsda - Nouvelle Production Première 26.03.2010 - Staatstheater Kassel - Tanztheaterensemble des Staatstheater Kassel - (Operette d'Eduard Künneke) - Mis-en-scène: Dominique Mentha - Chorégraphie: Antonio Gomes
- 2009 : Die Fledermaus - Nouvelle Production Première 17.10.2009 - Luzerner Theater - Tanz Luzerner Theater - (Operette en trois Actes de Johann Strauss) - Mis-en-scène: Dominique Mentha - Chorégraphie: Antonio Gomes
- 2004 : Maria de Buenos Aires - Nouvelle Production Première 26.06.2004 - Volkshaus Zürich - Compagnie Antonio Gomes - (Tango-Opera en deux Actes d'Astor Piazzolla et Horacio Ferrer) - Mis-en-scène et Chorégraphie: Antonio Gomes
- 2003 : Maria de Buenos Aires - Reprise 03.06.2003 - Stadt Theater Bern - Berner Ballett Stadttheaters - (Tango-Opera en deux Actes d'Astor Piazzolla et Horacio Ferrer) - Mis-en-scène et Chorégraphie: Antonio Gomes
- 2002 : Platée - Nouvelle Production Première 08.09.2002 - Hessisches Staatstheater Wiesbaden - Ballett des Hessischen Staatstheaters Wiesbaden - (Ballet-Bouffon en un Prologue et trois Actes de Jean-Philippe Rameau) Mis-en-scène: John Dew - Chorégraphie: Antonio Gomes
- 2001 : Maria de Buenos Aires - Nouvelle Production Première 12.10.2001 - Stadt Theater Bern - Berner Ballett Stadttheaters - (Tango-Opera en deux Actes d'Astor Piazzolla et Horacio Ferrer) - Mis-en-scène et Chorégraphie: Antonio Gomes
- 2001 : Madame de... - Nouvelle Production Première 06.05.2001 - Grand Théâtre de Genève - (Opéra de Jean-Michel Damase) - Mis-en-scène: Vincent Vittoz - Chorégraphie: Antonio Gomes
- 1997 : Ma Barker - (Chant du crime) - Première Mondiale 07.01.1997 - Théâtre du Grütli / Genève - (Opéra de Gerald Chevrolet et Michel Wintsch) - Mis-en-scène: Gerald Chevrolet - Chorégraphie: Antonio Gomes
- 1996 : Turandot - Nouvelle Production Première 06.05.1996 - Grand Théâtre de Genève - (Drama lyrique en trois actes de Giaccomo Puccini) - Mis-en-scène: Hiroshi Teshigahara - Chorégraphie: Antonio Gomes

### Pièces de théâtre
- 2024 : Le Miracle Molière - Première 26.06.2024 - Spectacle itinérant présenté en plein air dans les cours de domaines viticoles du Canton de Genève  - Pièce de Théâtre écrite et Mise-en-scène: Jacques Sallin - Chorégraphie: Antonio Gomes - Direction musicale: Matthieu Bielser
- 2022 : Le Charroi de la Michée - Première Mondiale 29.06.2022 - Spectacle itinérant présenté en plein air dans divers domaines viticoles du Canton de Genève - Compagnie La Mouette - Pièce de Théâtre écrite et Mise-en-scène: Jacques Sallin - Chorégraphie: Antonio Gomes - Musique Patrick Bielser
- 2006 : Der letzte Herzog von Ingolstadt - Première 23.06.2006 - Theater Ingolstadt - Pièce de Théâtre de Thomas Schwarzer - Mise-en-scène: Peter Rein - Chorégraphie: Antonio Gomes
- 2001 : La Nuit de l'iguane - Première 27.02.2001 - Théâtre Benno Besson / Yverdon (Suisse) - Pièce de Théâtre de Tennessee Williams - Mise-en-scène: Séverine Bujard - Chorégraphie: Antonio Gomes
- 1993 : Die Jungens nebenan - Première 24.09.1993 - Im theaterspielplatz, Braunschweig - Staatstheater Braunschweig - Pièce de Théâtre de Tom Griffin - Mise-en-scène: Michael Heicks - Chorégraphie: Antonio Gomes

### Événements
- 2019 : Choco'concert - Première 19.01.2019 - Salle Frank Martin, Genève, (Suisse) - Musique : A. Vivaldi, les Quatre Saisons  - Mise en scène et Chorégraphie: Antonio Gomes
- 2005 : Miami Festival - Première 15.09.2005 - Manuel Artime Theater / Miami (USA) - Directeur Artistique: Pedro Pablo Peña - Lettre de Anais Nin extrait du spectacle Cartas II - Ballet del Teatro Nacional de Santo Domingo (Republique Dominicaine) - Chorégraphie: Antonio Gomes
- 2002 : Europa Park Spectacle Variétés - Première 11.03.2002 - Europa Park - Rust / Freiburg (Allemagne) - Europa Park Ballett - Chorégraphie: Antonio Gomes
- 2001 : Bertelsmann Excellence Management Congress 2001 -  Première 25.10.2001 -  Haus der Kulturen der Welt Berlin (Germany) - Compagnie Antonio Gomes - Audio Visual Dance Performance - Chorégraphie: Antonio Gomes
- 2000 : Europa Park Clownesque - Première 05.04.2000 - Europa Park - Rust / Freiburg (Allemagne) - Europa Park Ballett - Spectacle de Variétés - Chorégraphie: Antonio Gomes
- 2000 : Europa Park Shakespeare Globe-Théâtre - Première 31.03.2000 -  Europa Park / Shakespeare Globe-Théâtre - Rust / Freiburg (Allemagne) - Europa Park Ballett - Chorégraphie: Antonio Gomes
- 1995 : Atelier Lear - Première 05.11.1995 - Studio de l’ADC de la Maison des Arts du Grütli/Genève - Compagnie Antonio Gomes - Chorégraphie: Antonio Gomes
- 1993 : Artiles IV - Première 19.02.1993 - Roxy Hallen Obere / Donau-Bastion (Allemagne) - B.W.Gung Tanzkompagnie Ulm (Allemagne) - Performance - Chorégraphie: Antonio Gomes
- 1992 : Double-Jeu - Première 23.09.1992 - Salle M.I.S.S./Genève - Compagnie Antonio Gomes - Chorégraphie: Antonio Gomes
- 1987 : Jeux d’Art - Première 23.10.1987 - Galerie Kara / Carouge, Genève - Ballet du Grand Théâtre de Genève - Chorégraphie: Antonio Gomes

## Distinctions
- 1992: Lauréat du Concours international pour chorégraphes de Hanovre (Allemagne) en mai 1992, il obtient le 3e prix du concours avec la pièce Clair-obscur
- 1981 : 1er Prix du 5e Concours International de Chorégraphie de Nyon (Suisse), sous la présidence de M.Serge Lifar, avec le duo Peut-être est-ce toi...